# Stazione di Glasgow Charing Cross
La stazione di Charing Cross è una stazione ferroviaria nella città di Glasgow, in Scozia. Si trova sulla North Clyde Line ed è gestita da Abellio ScotRail.
Inaugurata nel 1886, è stata la prima stazione sotterranea in Scozia e in origine si trovava sulla Glasgow City and District Railway, prima che questa venisse soppressa. È situata in prossimità dell'International Financial Services District, il distretto finanziario di Glasgow.